# 高浚
高 浚（こう しゅん、? - 558年）は、北斉の皇族。永安簡平王。高歓の三男。母は王氏。字は定楽。

## 経歴
539年、永安郡公に封じられた。後に中書監・侍中に累進した。青州刺史として出向した。550年（天保元年）、北斉が建てられると、永安郡王に進んだ。
557年（天保8年）、入朝すると、文宣帝の行幸に従って東山におもむいた。文宣帝は裸で音楽を演奏させ、婦女と交わり、狐掉尾を作ってたわむれた。高浚は「これ人主の宜しくする所にあらず」と進言したので、文宣帝は不機嫌になった。高浚はまた楊愔を召して、皇帝を諫めないことをそしった。楊愔がこのことを文宣帝に報告すると、文宣帝は「小人は来りしより忍び難し」と激怒して、酒をやめて宮殿に帰った。高浚が州に帰ると、また上書して帝を諫めた。文宣帝は高浚を召還する命令を下したが、高浚は災いが起こるのを予期して、病と称して赴かなかった。文宣帝は高浚の身柄を拘束させた。高浚は都に連行されると、上党王高渙とともに北城の地下牢に収監された。
558年（天保9年）、高浚は高渙とともに殺害された。560年（乾明元年）、太尉の位を追贈された。
子がなく、彭城王高浟の次男の高準が後を嗣いだ。

## 人物・逸話
- 王氏が高歓の家に入り、その月に妊娠して高浚を産んだので、高歓は自分の子ではないと疑い、高浚を愛そうとはしなかった。高浚が幼くして聡明なところをみせると、後に愛されるようになった[11][2][3]。
- 高浚が8歳のとき、「（『論語』八佾第三にある）『祭神如神在』（神がいるかのように神を祭る）とは、神がいるのか、いないのか？」と博士の盧景裕に問うと、盧景裕は「おります」と答えた。高浚は「神がいるのであれば『祭神神在』というべきだろうに、なぜわざわざ『如』の字をつけるのか？」と訊ねると、盧景裕は答えることができなかった[4][2][3]。
- 高浚は成長すると、悪ふざけを好んで節度がなく、部下の請託を受けたため、杖罰を受けて、府獄に拘禁された。後に態度を改めて、読書にいそしむようになった[4][2][3]。
- 高浚は豪快な性格で、騎射を得意としたため、長兄の高澄に愛された。次兄の高洋（後の文宣帝）はひ弱な性格で、高澄のもとを訪れるたびに泣き出したため、高浚が「どうして次兄の鼻を拭わないのか」と高洋の側近たちを責めると、高洋は高浚のことを嫌うようになった[4][2][3]。
- 高浚は狩猟を好み、聡明で情け深かったため、北斉の人々はかれを畏れ敬った[4][2][3]。
- 文宣帝の末年、帝が酒におぼれた生活を送っていたので、高浚が「次兄はむかしから我慢をしない人であったが、即位後はますますひどくなった。いまは酒のために徳を失っているが、朝臣にはあえて諫める者もいない」と側近に漏らした。これを文宣帝に密告した人がいて、またさらに憎まれた[12][2][3]。
- 高浚と高渙は地下牢の鉄籠の中に収監された。文宣帝は側近たちを引き連れておもむき、地下牢の前で歌をうたい、高浚に唱和させようとした。高浚らは恐怖と悲痛で声が裏返って合唱どころではなかった。文宣帝は悲しみを覚えて泣きだし、ふたりを赦免しようとした。長広王高湛はかつて高浚と仲の良い間柄であったが、「猛獣を穴から出すべきでしょうか」と進言すると、文宣帝は黙ってうなづいた。高浚らはこれを聞くと、高湛の小字を呼んで、「歩落稽、皇天は汝を見ているぞ」と叫んだ。文宣帝は高浚と高渙の信望の高さを恐れて殺害を決意した。文宣帝は自ら高渙を刺し、また壮士の劉桃枝に命じて籠の中をめった刺しにさせた。高浚と高渙は天を呼んで号哭した。さらに薪火を投げこんでふたりを焼き殺し、その上に石と土をかぶせた。後に遺体を掘り出すと、皮や髪はすべてなくなって、遺体の色は炭のようであったため、天下の人々は心を痛めた[13][7][8]。
- 高浚の死後、文宣帝は高浚の妃の陸氏を儀同の劉郁捷と再婚させることとした。劉郁捷は文宣帝の元奴隷であり、軍功により任用され、命令を受けて高浚を殺害したことから、陸氏を妻として与えることにしたのである。数日後、陸氏が高浚の寵愛を受けていなかったことを口実に、高浚と離別させて再嫁させた[9][10][8]。

## 伝記資料
- 『北斉書』巻10 列伝第2
- 『北史』巻51 列伝第39